# Juan David Castañeda
Juan David Castañeda Muñóz (Medellín, Antioquia, 26 de enero de 1995) es un futbolista colombiano. Juega como delantero en el Sreenidi Deccan FC de la I-League de la India.

## Trayectoria

### Sreenidi Deccan
El 20 de septiembre de 2021, Castañeda se unió al club indio Sreenidi Deccan, uno de los nuevos participantes de la I-League. [4][5]
Debutó con el club el 26 de noviembre de 2021 en el primer partido de la IFA Shield de 2021 contra Southern Samity. Anotó un doblete en el partido que terminó en una victoria por 4-1. [6] Hizo su debut en la I-League, el 27 de diciembre de 2021 contra el NEROCA, en su derrota por 3-2 en la que marcó un gol. [7] [8] Luego anotó un doblete contra TRAU el 3 de marzo de 2022. Volvió a marcar un gol contra el Mohammedan en su derrota por 3-1. [9] Después de terminar cuartos en la fase de grupos con seis victorias en doce partidos, pasaron a la fase de campeonato. Al final, el club terminó su primera campaña de liga en tercer lugar con 32 puntos en 18 partidos, y ganó el último partido contra Churchill Brothers el 14 de mayo.
Fue retenido por el club en la temporada 2022-23. [11] Mantuvo su momento goleador en esa temporada y terminó como el segundo máximo goleador detrás de Luka Majcen. [12] Más tarde obtuvieron la clasificación para la Supercopa de la India 2023 después de vencer a NEROCA en los playoffs. [13] [14] En el primer partido de la fase de grupos el 8 de abril, empataron 1-1 con el equipo de la ISL Bengaluru. [15] Anotó un gol el 13 de abril en su segundo partido cuando el club goleó a Kerala Blasters por 2-0. [16] [17] En el último partido de la fase de grupos contra el RoundGlass Punjab, perdieron 1-0 y no lograron avanzar a la siguiente fase. [18] [19]
Al comenzar la temporada de liga 2023-24, Castañeda ayudó al equipo a conseguir una victoria por 4-0 sobre NEROCA, anotando un doblete

## Clubes
- Actualizado hasta el 5 de abril de 2025.

| Club                                 | Temporada           | Liga                | Liga     | Liga  | Copa nacional | Copa nacional | Continental | Continental | Otros    | Otros | Total    | Total |
| Club                                 | Temporada           | Div.                | Partidos | Goles | Partidos      | Goles         | Partidos    | Goles       | Partidos | Goles | Partidos | Goles |
| ------------------------------------ | ------------------- | ------------------- | -------- | ----- | ------------- | ------------- | ----------- | ----------- | -------- | ----- | -------- | ----- |
| Atlético Nacional · Colombia         | 2016                | 1.                  | 8        | 1     | —             | —             | 1           | 0           | —        | —     | 9        | 1     |
| Itagüí Leones · Colombia · (cedido)  | 2015                | 2.                  | 33       | 12    | 3             | 1             | —           | —           | —        | —     | 36       | 13    |
| Cortuluá · Colombia · (cedido)       | 2016                | 1.                  | 14       | 0     | —             | —             | —           | —           | —        | —     | 14       | 0     |
| Fortaleza CEIF · Colombia · (cedido) | 2017                | 2.                  | 26       | 8     | 2             | 1             | —           | —           | —        | —     | 28       | 9     |
| Real Santander · Colombia · (cedido) | 2018                | 2.                  | 23       | 2     | 2             | 1             | —           | —           | —        | —     | 25       | 3     |
| Patriotas Boyacá · Colombia          | 2019                | 1.                  | 19       | 4     | 5             | 2             | —           | —           | —        | —     | 24       | 6     |
| Patriotas Boyacá · Colombia          | 2020                | 1.                  | 9        | 3     | —             | —             | —           | —           | —        | —     | 9        | 3     |
| Patriotas Boyacá · Colombia          | Total               | Total               | 28       | 7     | 5             | 2             | —           | —           | —        | —     | 33       | 9     |
| Zakho SC Irak                        | 2020–21             | 1.                  | 10       | 4     | —             | —             | —           | —           | —        | —     | 10       | 4     |
| Sreenidi Deccan India                | 2021–22             | 1.                  | 16       | 10    | —             | —             | —           | —           | 5        | 3     | 21       | 13    |
| Sreenidi Deccan India                | 2022–23             | 1.                  | 21       | 15    | 3             | 2             | —           | —           | —        | —     | 24       | 17    |
| Sreenidi Deccan India                | 2023–24             | 1.                  | 20       | 11    | 3             | 0             | —           | —           | —        | —     | 23       | 11    |
| Sreenidi Deccan India                | 2024–25             | 1.                  | 22       | 17    | 0             | 0             | —           | —           | —        | —     | 22       | 17    |
| Sreenidi Deccan India                | Total               | Total               | 79       | 53    | 6             | 2             | —           | —           | 5        | 3     | 90       | 58    |
| Total en su carrera                  | Total en su carrera | Total en su carrera | 221      | 87    | 18            | 7             | 1           | 0           | 5        | 3     | 245      | 97    |

1. ↑  Includes Copa Colombia, Super Cup
2. ↑  Appearance(s) in Copa Libertadores
3. ↑  Appearance(s) in IFA Shield

## Palmarés

### Campeonatos nacionales
| Título                | Club              | País     | Año  |
| --------------------- | ----------------- | -------- | ---- |
| Superliga de Colombia | Atlético Nacional | Colombia | 2016 |

### Campeonatos internacionales
| Título            | Club              | País     | Año  |
| ----------------- | ----------------- | -------- | ---- |
| Copa Libertadores | Atlético Nacional | Colombia | 2016 |